# Francisco Javier Pérez Villarroya
Francisco Javier Pérez Villarroya (Zaragoza, España, 6 de agosto de 1966), conocido como Villarroya, es un exfutbolista español que jugaba como defensa.

## Trayectoria
Formado en las categorías inferiores del Real Zaragoza, debutó en el primer equipo blanquillo en la temporada 1984-85, en el partido Fútbol Club Barcelona 4 - Real Zaragoza 0, aunque no fue hasta 1987 cuando se estableció definitivamente en la élite, con Manolo Villanova como entrenador del conjunto aragonés. Villarroya se hizo con la titularidad de manera casi incuestionable durante tres temporadas, en las que jugó 115 encuentros oficiales con el Real Zaragoza, marcó seis goles y estrenó la internacionalidad con la selección.
Villarroya acudió al Mundial de Italia, en 1990, como nuevo fichaje del Real Madrid C. F. Titular durante dos temporadas seguidas, con Radomir Antić y Leo Beenhakker, en la campaña 1992-93 comenzó su declive al perder la confianza del nuevo técnico, Benito Floro. En 1994 puso rumbo al R. C. Deportivo de La Coruña, equipo donde jugó a las órdenes de Arsenio Iglesias y de John Benjamin Toshack, y ganó una Copa del Rey y una Supercopa de España. En 1996 fichó por el Real Sporting de Gijón y, en 1998, por el C. D. Badajoz, en el que puso fin a su carrera como futbolista de élite tras disputar 14 encuentros con la selección y 276 en Primera División.

## Clubes
| Club                         | País   | Año       |
| ---------------------------- | ------ | --------- |
| Deportivo Aragón             | España | 1984-1987 |
| Real Zaragoza                | España | 1987-1990 |
| Real Madrid C. F.            | España | 1990-1994 |
| R. C. Deportivo de La Coruña | España | 1994-1996 |
| Real Sporting de Gijón       | España | 1996-1998 |
| C. D. Badajoz                | España | 1998-1999 |

## Palmarés

### Campeonatos nacionales
| Título              | Club                         | País   | Año  |
| ------------------- | ---------------------------- | ------ | ---- |
| Supercopa de España | Real Madrid C. F.            | España | 1990 |
| Copa del Rey        | Real Madrid C. F.            | España | 1993 |
| Supercopa de España | Real Madrid C. F.            | España | 1993 |
| Copa del Rey        | R. C. Deportivo de La Coruña | España | 1995 |
| Supercopa de España | R. C. Deportivo de La Coruña | España | 1995 |